# Рохас Пинилья, Густаво
Густаво Рохас Пинилья (исп. Gustavo Rojas Pinilla; 12 марта 1900, Тунха — 17 января 1975, Мельгар, Толима) — колумбийский генерал и политик, в 1953—1957 годах — 26-й президент Колумбии, диктатор.

## Биография
Окончил военную академию Хосе Марии Кордовы. В 1923 году был произведён в лейтенанты, но уже в 1924 году ушёл в отставку. Получил образование инженера в США. В 1932—33 годах участвовал в войне с Перу. В 1949 году был назначен министром почт и телеграфов.
В обстановке начавшейся кровопролитной «Ла Виоленсии» 13 июня 1953 осуществил военный переворот и стал президентом. Проводил политику под впечатлением происходивших в то же время действий Жетулиу Варгаса в Бразилии и Хуана Перона в Аргентине. Начал преследовать Либеральную и Консервативную партии, при попустительстве которых осуществил переворот, запретил Коммунистическую партию, проводил карательные операции против прокоммунистически ориентированных крестьянских районов, ввёл жёсткую цензуру СМИ. При этом при нём также расширилось женское избирательное право, велись крупные общественные работы по сооружению инфраструктуры (Атлантическая железная дорога, дамба на р. Лебриха и т.д.), были открыты ряд университетов и Национальная астрономическая обсерватория.
В то же время, ему удалось остановить вооружённые столкновения между сторонниками либералов и консерваторов. В 1957 году созвал Учредительный конгресс и получил от него полномочия на не предусмотренный конституцией второй президентский срок, однако 8 мая 1957 года был свергнут в результате военного переворота. К власти пришла военная хунта во главе с Габриэлем Парисом Гордильей; в 1958 году хунта сложила полномочия после демократических выборов, на которых Консервативная и Либеральная партии выступили в составе единого Национального фронта и выставили кандидатом Альберто Льераса Камарго.
На несколько лет бежал из страны. После возвращения в Колумбию вновь принял участие в политической жизни, создав популистскую партию Национальный народный союз (исп. Alianza Nacional Popular — ANAPO). К этому моменту былой антикоммунистический диктатор уже стоял на довольно левой платформе. 
На президентских выборах 1962 года получил 54 557 (2,1 %) голосов (Избирательная комиссия все голоса за него объявила недействительными из-за его руководства переворотом 1953 года), на выборах 1970 года — 1 561 468 (39,6 %) голосов. Результаты последних выборов (Рохас уступил менее двух процентов консерватору Мисаэлю Пастране Борреро) вызвали раскол в обществе; недовольные победой Пастраны Борреро создали «Движение 19 апреля».
Умер 17 января 1975 года. Похоронен на Центральном кладбище Боготы.